# Narvik
68°26′21″N 17°24′27″Ø / 68.43917°N 17.40750°Ø
Narvik (samisk: Narviika eller Áhkánjárga) er en bykommune i Nordland fylke i Norge. Den grænser i nordvest til Evenes, i nord til Skånland, Gratangen, Lavangen og Bardu kommuner og i vest til Ballangen kommune. I øst og i syd ligger Sverige.
Byen har fra 1902 og frem til i dag fungeret som vigtigste havn for udskibning af jernmalm fra LKABs miner i Kiruna, fordi Narviks havn, i modsætning til Den Botniske Bugt, er isfri hele året.
I dag er Narvik fortsat en betydelig søfartsby målt i tonnage. På grund af hav, vej og jernbane er byen et distributionsknudepunkt for en række handelsvarer. Vigtig her er jernbaneforbindelsen med Sverige, Ofotbanen, som også er vigtig for turisme. Byen har en af landets smukkest beliggende alpinbakker (Fagernesfjellet), hvor det er muligt at stå på ski fra over 1.000 moh næsten ned til havniveau, omkranset af Ofotfjorden.
I forbindelse med Kommunereformen i Norge 1. januar 2020 blev Ballangen kommune og den nordøstlige del af Tysfjord lagt sammen med Narvik kommune.Der er 21.583 indbyggere (1. juli 2021) på sammenlagt (land og vand) 3.432,17 km2. Befolkningstætheden er 7 per km2.

## Narvik under anden verdenskrig
Under anden verdenskrig havde begge de stridende parter hårdt brug for jernmalm til fremstillingen af stål.
Churchill blev udnævnt til marineminister i september 1939. Da Sovjetunionen angreb Finland, ivrede han for britisk militærhjælp til finnerne via Narvik og Kiruna, for derved at kunne forhindre udskibning af svensk jernmalm fra Narvik; men da Norge og Sverige afslog at give briterne gennemmarch, respekterede han deres neutralitet. Planen blev endeligt opgivet ved Finlands kapitulation 13. marts 1940. I stedet valgte briterne at udlægge miner i norsk farvand for at tvinge malmskibene fra Narvik ud i internationalt farvand, hvor Royal Navy kunne sænke dem. 
Den 9. april 1940 blev Narvik invaderet af 10 tyske jagere med 2.000 østrigske Gebirgsjägere (alpejægere) om bord. De norske panserskibe Eidsvold og Norge, som lå i havn, blev begge sænket af tyskerne og gik ned med 295 mand.  Kommandanten i Narvik, oberst Konrad Sundlo (1881-1965), havde været medlem af Nasjonal Samling fra 1933 og overgav byen til tyskerne uden kamp. Han blev efter krigen anklaget for forræderi i forbindelse med overgivelsen af Narvik, men frikendt, selv om han sad fængslet frem til 1952 for sin medvirken til nazifisering af det norske samfund.
I to søslag, den 10. og 13. april, blev hele den tyske invasionsflåde sænket af britiske flådefartøjer, hvilket forvandlede havnen i Narvik til landets største skibskirkegård. Derefter tog norske og allierede (britiske, franske og polske) styrker kampen op. Det lykkedes at drive tyskerne ud i et fælles angreb den 28. maj. Den franske Fremmedlegion spillede her en vigtig rolle. Imidlertid ødelagde tyske bombefly store dele af Narvik. Generobringen af Narvik, der regnes som Tysklands første nederlag i anden verdenskrig, fik stor international opmærksomhed. Briterne anså imidlertid den strategiske situation som uholdbar og trak sig ud den 9. juni, hvilket medførte Norges kapitulation over for Tyskland.
General Carl Gustav Fleischer ledede de norske styrker, og særligt Alta-bataljonen med sine skarpskytter fik ros for sin krævende fremrykning mod de tyske tropper under ledelse af Eduard Dietl, der var nær ved at blive drevet over grænsen ved Bjørnfjell. Tyskerne undgik kun internering i Sverige, fordi de allierede trak sig ud for i stedet at komme Frankrig til undsætning.
Internationalt fik the Norwegian campaign (= det norske felttog) også store konsekvenser. Neville Chamberlain måtte gå af som statsminister den 11. maj 1940, og dagen efter bad kong Georg 6. Churchill om at danne regering. Var Chamberlain blevet siddende, kunne hans regering godt have fundet på at indgå fredsforhandlinger med Tyskland.  En anden vigtig konsekvens af kampene ved Narvik var de enorme tyske tab af skibe, som fik tyskerne til at vurdere en invasion af England som langt sværere, end de indtil da havde forestillet sig.  De mistede hele ti jagere og en ubåd under søslagene – et tab, de aldrig kom over.  Dertil fik "det norske felttog" Hitler til at fastlåse omkring 350.000 mand i Norge hele krigen igennem, selv om han havde hårdt brug for dem andre steder. 

## Beisfjord fangeleir
Beisfjord fangeleir var under 2. verdenskrig en koncentrationslejr, beliggende 15 km syd for Narvik, inderst i Beisfjorden. Fangerne var sovjetiske og jugoslaviske. Jugoslaverne bestod af omkring 900 mænd, og 88 af disse var mellem 14 og 18 år gamle. De var i lejren i ca. seks måneder, og de overlevende blev flyttet i oktober 1942. I løbet af tre uger i juli 1942 døde 311 mænd; nogen på grund af tyfus, men de fleste blev massakreret efter ordre fra Josef Terboven natten til 18. juli 1942 om at alle i sygebarakken skulle henrettes. Fangerne blev skudt og begravet i en massegrav. Da de resterende omkring 100 fanger nægtede at forlade sygebarakken, brændte tyskerne barakken ned. De som ikke brændte ihjel, blev skudt da de prøvde at komme ud. Til sammen i løbet af det seks måneder lange ophold i Beisfjord, døde omkring 83 % (flere end 700) af jugoslaverne der. Efter at de resterende jugoslavere blev flyttet fra lejren i oktober 1942, blev russiske krigsfanger holdt der til 1945. Totalt havde mellem 3500 og 4000 russere været gennem lejren da krigen var slut.
Se også:Beisfjord-massakren.

## Lufthavne
- Narvik Lufthavn, Framnes
- Harstad/Narvik Lufthavn, Evenes

## Venskabsbyer
- Kikinda
- Kiruna
- Rovaniemi
- Nowy Sącz
- Kingisepp

## Personer fra Narvik
- Svarta Bjørn, († 1900)
- Stein Rokkan, forsker, voksede op i Narvik († 1979)[10]
- Hans Ragnar Mathisen (1945-), (samisk: Elle-Hánsa) kunstmaler, forfatter[11]